# 長昌院 (加須市)
長昌院（ちょうしょういん）は、埼玉県加須市にある曹洞宗の寺院。

## 歴史
1597年（慶長2年）に創建された。開山は紹雲興隆大和尚、開基は怡雲長悦大和尚である。同県熊谷市の文殊寺の末寺である。
当院の旧本堂は1772年（明和9年）に建てられたものである。ただし、当初は同市平永の金道院観福寺の本堂であった。文政年間（1818年 - 1831年）の火災によって当院の本堂が焼失した際に、移設したものである。現在の本堂は1995年（平成7年）に新築されたものである。

## 文化財
- 松平伊豆守信綱の位牌（加須市指定有形文化財 昭和31年4月16日指定）[2]
- 大河内金兵衛の位牌（加須市指定有形文化財 昭和31年4月16日指定）[2]
- 徳守伝次書状（加須市指定有形文化財 昭和54年5月8日指定）[2]
- 志多見砂丘（加須市指定名勝 昭和31年9月24日指定）[2]

## 交通アクセス
- 路線バスイオンモール羽生停留所より徒歩25分。